# لوسيان بونيت
لوسيان بونيت (بالفرنسية: Lucien Bonnet)‏ (و. 1933 – 2007 م) هو لاعب كرة قدم، من فرنسا، توفي عن عمر يناهز 74 عاماً.

## روابط خارجية
- لوسيان بونيت على موقع قاعدة بيانات كرة القدم.إي يو (الإنجليزية)